# Репрев, Александр Васильевич
Александр Васильевич Репрев (14 [26] августа 1853, Суздальский уезд, Владимирская губерния — 21 июня 1930, Харьков) — русский учёный в области общей патологии, профессор Харьковского и Томского университетов. Один из родоначальников российской эндокринологии, основатель харьковской школы эндокринологов.

## Обучение и карьера
Из дворян; сын губернского секретаря. В службе и классном чине с 1878;действительный статский советник с 1905 г.
Среднее образование получил во Владимирской гимназии, высшее — в Императорской медико-хирургической академии, курс которой окончил в 1878 году. С 1887 по 1891 год занимался в лаборатории профессора Пашутина, в Военно-медицинской академии. В 1888 году, после защиты диссертации «О влиянии беременности на обмен веществ у животных», получил степень доктора медицины. В 1889 году зачислен прозектором на кафедру обшей патологии Петербургской ВМА, где работал до 1891 года. В 1890 году назначен приват-доцентом по общей и экспериментальной патологии. С 1891 по 1895 год возглавлял кафедру общей патологии в Томском университете. В 1895 году переведён в Харьковский университет, в котором работал до 1924 года. После 1924 года сотрудничал в разных научно-исследовательских учреждениях Харькова.

## Семья
Дочь — София Александровна (1881, Пенза — 09.10.1970, Аддис-Абеба, Эфиопия), с 1916 года замужем за мировым судьёй Всеволодом Владимировичем Обольяниновым (1882—1968), окончила историко-филологический факультет Высших женских курсов, основала с сёстрами в Харькове гимназию имени сестёр Репревых, с 1917 года — в Харбине, преподаватель, заместитель директора гимназии имени М. А. Оксаковской, с 1946 года — в США, автор книги «Исторический путь русской женщины» (Нью-Йорк, 1968).

## Работы
Работы Александра Репрева посвящены вопросам обмена веществ, исследованию желез внутренней секреции, радиобиологии, онкологии и так далее. А. В. Репрев — автор учебников: «Учебник общей патологии» (1897), «Основы общей патологии» (2-е изд. «Учебника общей патологии»), 1898, «Основы общей и экспериментальной патологии» (1908), «Руководство общей патологии» (1911).
Кроме диссертации напечатал:
- «О зависимости деятельности половой сферы от питания организма» («Врач», 1888, № 36 и 37),
- «О жизнепроявлениях в послеродовом периоде у кормящих» (доклад Акушерскому гинекологическому обществу в Санкт-Петербурге в 1889 году),
- «О влиянии удаления половых органов на жизнепроявления» (доклад Обществу охранения народного здравоохранения, 1889),
- «Аутоинтоксикация у патологических беременных» («Современная Клиника», 1895, № 8 — 9),
- «О лечении рвоты беременных» (там же, 1896, № 3 и 4),
- «О щитовидной железе» (Отд. физиологии Общества любителей естествознания и т. д., № 19, 1898 год) и другие.